# Polizei (Kroatien)
Die Kroatische Polizei (kroatisch Hrvatska policija) ist eine staatliche Polizeibehörde Kroatiens. Organisatorisch ist sie dem Innenministerium Kroatiens unterstellt.

## Geschichte
Die kroatische Polizei ging bereits im Jahr 1990, unmittelbar vor dem Zerfall Jugoslawiens, aus der sogenannten jugoslawischen Volksmiliz (Narodna milicija) hervor.

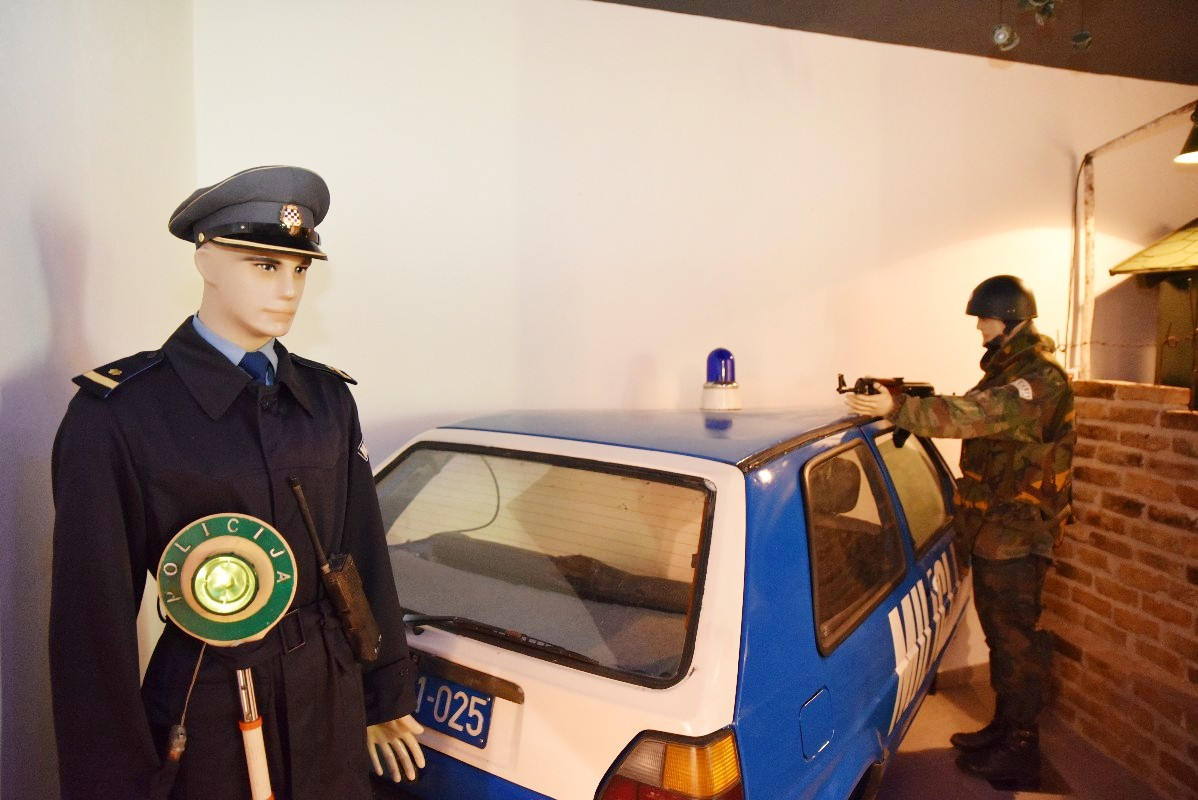
Uniformen der kroatischen Polizei und Spezialpolizei aus dem Jahr 1990, vor einem Streifenwagen (noch mit der Aufschrift „Milicija“)

## Organisation
Die oberste Polizeibehörde ist das Generaldirektorat der Polizei (Ravnateljstvo policije) in Zagreb. Dem Generaldirektorat unterstellt sind 20 regionale Polizeibehörden (Policijske uprave), die die Polizeitätigkeit im Gebiet der jeweiligen Gespanschaft (županija, vergleichbar mit einem deutschen Bezirk) verantworten. Dazu werden in Städten und größeren Dörfern Polizeireviere (Policijske postaje) betrieben. 
Zusätzlich gibt es in jeder regionalen Polizeibehörde eine Grenzpolizeiabteilung und eine sogenannte Interventionseinheit (Interventna jedinica), die analog der deutschen Bereitschaftspolizei bei größeren Einsatzlagen zur Unterstützung der lokalen Polizeikräfte eingesetzt wird. Die Küstenwache der Republik Kroatien (Obalna straža Republike Hrvatske) ist Bestandteil der Kroatischen Kriegsmarine und nicht der Polizei zugeordnet.
Die Polizei ist unter der nationalen Polizei-Notrufnummer 192 oder unter der Euronotrufnummer 112 erreichbar.
Die kroatische Polizei beschäftigt momentan etwa 20.000 Beamte.

## Kennzeichnungspflicht
Siehe auch
Eine Kennzeichnungspflicht in Form von Namensschildern oder Identifikationsnummern auf der Uniform besteht nicht. Stattdessen müssen die Beamten ein offizielles Polizeiabzeichen an ihrer Uniform tragen. Weiterhin führen die Beamten einen Dienstausweis mit sich, den sie auf Bitten der Bürger vorzeigen müssen. Dieser gibt Auskunft über ihren vollständigen Namen und ihre persönliche Kennnummer.

## Aufgaben
Zu den gesetzlich verankerten Aufgaben der kroatischen Polizei gehört u. a. der Schutz der persönlichen Integrität der Bürger Kroatiens, Kriminalititätsprävention und Bekämpfung, Verkehrsüberwachung, Ausländerangelegenheiten und seit dem Beitritt des Landes zur EU 2013 der Grenzschutz der kroatischen EU-Außengrenze.